# Mossaskär (Nagu)
Mossaskär est une île de l'archipel finlandais à Pargas en Finlande.

## Géographie
Mossaskär est à environ 4 kilomètres au sud-ouest de Boskär, à 24 kilomètres au sud-ouest de l'église de Nagu, et à 59 kilomètres au sud-ouest de Turku. 
La superficie de l'île est de 3,8 hectares et sa plus grande longueur est de 270 mètres dans la direction sud-est-nord-ouest,.
Mossaskär fait partie du parc national de l'archipel.